# وينغ (باكينجهامشير)
وينغ (بالإنجليزية: Wing, Buckinghamshire)‏ هي قرية و أبرشية مدنية تقع في المملكة المتحدة في إنجلترا.  يقدر عدد سكانها بـ 2,745 نسمة .